# Egea
Egea is een geslacht van inktvissen uit de  familie van de Cranchiidae.

## Soort
- Egea inermis Joubin, 1933